# Alte Pfarr- und Stiftskirche St. Aegidii

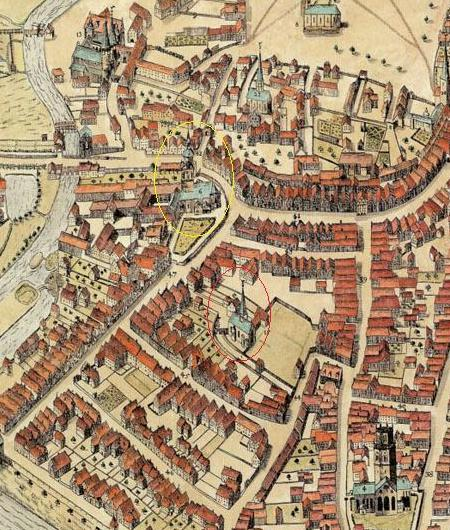
Everhard Alerdinck: Vogelschau-Plan der Stadt Münster (1636), Ausschnitt: gelb umrandet die Pfarr- und Abteikirche St. Aegidii, westlich anschließend bis zur Aa Kreuzgang und Konventsgebäude; rot umrandet die Klosterkirche der Kapuziner, die nach 1821 Pfarrkirche der Aegidiengemeinde wurde und seitdem St. Aegidii heißt; links oben St. Petri, rechts oben der Domplatz, rechts unten St. Ludgeri

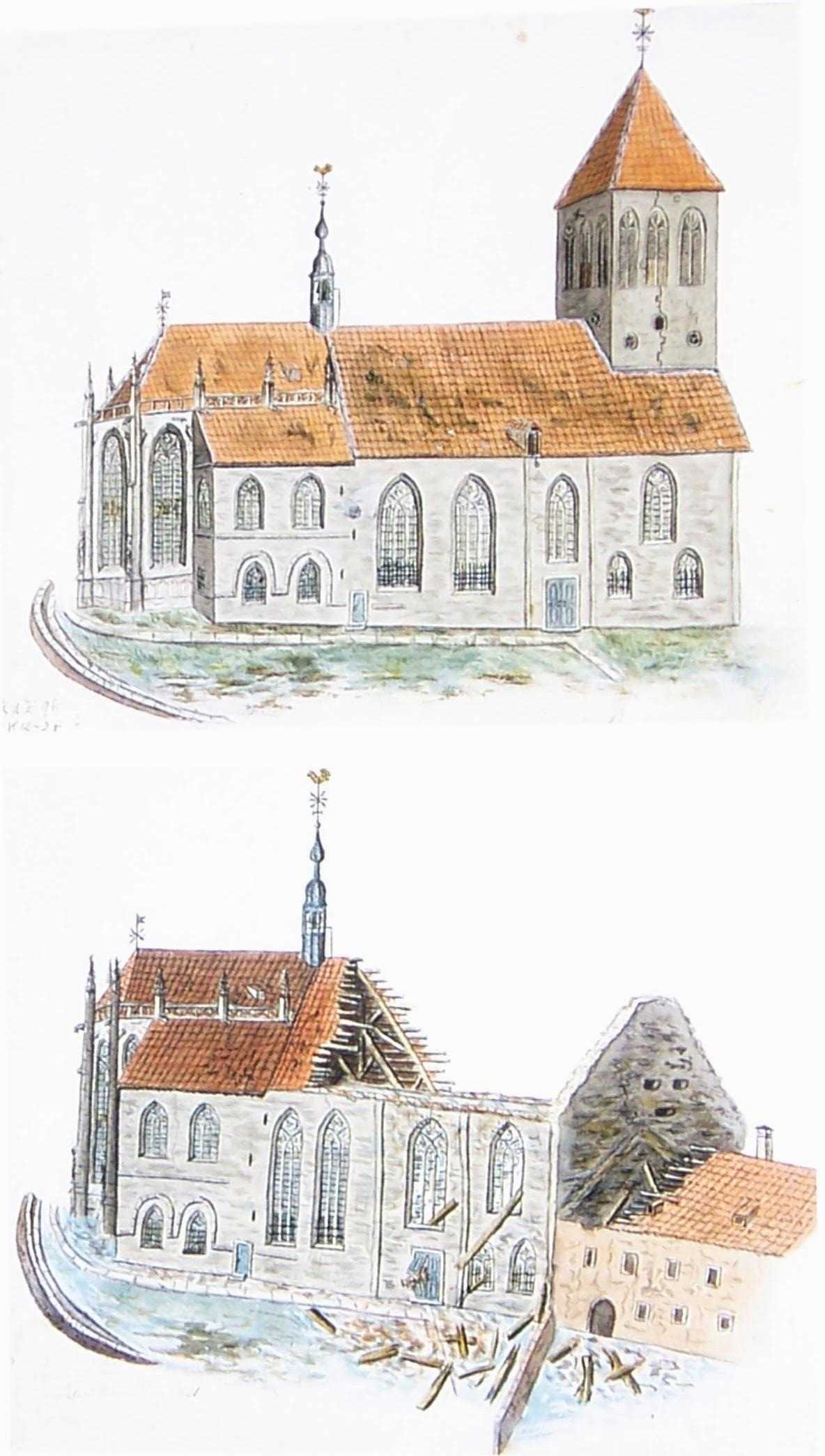
St. Aegidii 1821 vor und nach dem Einsturz des Turms; zeitgenössisches Aquarell

Die alte Pfarr- und Stiftskirche St. Aegidii war ein Kirchengebäude in Münster, das von der ersten urkundlichen Erwähnung 1184 bis zur Säkularisation und zum Abriss 1821 in verschiedenen Baugestalten bestand. Sie lag mit den Konventsgebäuden, die sich nach Westen bis zur Aa erstreckten, gegenüber dem Südwestzugang zur Domburg (Pferdegasse) bei der Einmündung der Aegidii- in die Johannisstraße, heute Aegidiimarkt. St. Aegidii war seit der Gründungszeit Pfarr- und Zisterzienserinnenkirche. Die Abtei schloss sich 1465 der benediktinischen Bursfelder Kongregation an. Ihre Funktion als Pfarrkirche ging zusammen mit dem Patrozinium des heiligen Ägidius nach 1821 auf die nahegelegene ehemalige Kapuzinerkirche über.

## Geschichte

### Gründung
In der zweiten Hälfte des 12. Jahrhunderts erfuhr Münster eine Erweiterung seines Stadtgebiets vor allem im südlichen und östlichen Bereich. Wohl durch die planerische Hand der Bischöfe wurden im Südwesten die Pfarre St. Aegidii, im Süden St. Ludgeri, im Südosten St. Servatii und im Nordosten St. Martini gegründet. Alle neu entstandenen Pfarreien waren reine Stadtpfarreien.
Die Kirche mit dem Patrozinium des damals hochverehrten hl. Ägidius entstand vor 1184 als fromme Stiftung zur Verbesserung der Seelsorge in der wachsenden Stadt und gehörte zunächst zur Stadtpfarrei St. Lamberti. Eine Grundstücksschenkung im Jahr 1184 schuf die Voraussetzung für die Klostergründung, die jedoch erst um 1205 erfolgt sein dürfte. Es war das erste Zisterzienserinnenkloster in Westfalen. Wohl noch später wurde die von Anfang an geplante Errichtung der Pfarrei Realität; erst ab 1229 ist die Bezeichnung des Propstes der Abtei als plebanus („Leutpriester“, Pfarrer) bezeugt.

### Entwicklung
Das zisterziensische Ideal der Abgeschiedenheit war im Stadtkloster St. Aegidii von Anfang an nur eingeschränkt zu verwirklichen. Die Wirtschafts- und Lebensweise glich sich dem eines adligen Damenstifts an. Um 1350 verursachten ökonomische Veränderungen sowie eine Pestepidemie eine Krise. Die Reformimpulse, die in dem mit St. Aegidii historisch verbundenen männlichen Zisterzienserkloster Marienfeld wirksam wurden, setzten sich hier nicht durch. 1465 wurde St. Aegidii dann auf Betreiben des Liesborner Reformabts Heinrich von Kleve in eine Benediktinerinnenabtei der Bursfelder Observanz umgewandelt, was einschneidende Veränderungen des Klosterlebens mit sich brachte, vor allem eine strenge Klausur. Der zu diesem Zweck geplante Bau einer eigenen anstatt der mit der Pfarrei gemeinsam genutzten Kirche unterblieb jedoch.
Ab 1530 fasste die lutherische Reformation in Münster Fuß. Fürstbischof Franz von Waldeck überließ nach anfänglichem Widerstand im Februar 1533 die sechs Pfarrkirchen der Stadt, darunter auch St. Aegidii, dem Stadtrat zur Einführung der neuen Lehre und Kirchenordnung. Die Klöster und Stifte sollten katholisch bleiben. Als im Sommer desselben Jahres niederländische Täufer in Münster eintrafen und Anhänger fanden, kam es am Nachmittag des 10. August auch in St. Aegidii zu einem Eklat. Ein lutherischer Ratsherr fiel einem niederländischen Täufer ins Wort, der unter großem Zulauf vor allem weiblicher Zuhörerinnen dort predigte. Es kam zu einem Tumult, woraufhin die Kontrahenten das Weite suchten. In den ersten Tagen des Jahres 1534 hielt Heinrich Roll mehrere Predigten in St. Aegidii; nach einer von ihnen ließ der Stadtrat die Kirche räumen und schließen. Von den Benediktinerinnen gingen sieben zu den Täufern über und empfingen die Gläubigentaufe, was ihnen schwere Konflikte mit ihren Herkunftsfamilien eintrug. Ende Februar wurden alle Kirchen der Stadt gestürmt, die Kirchenschätze geraubt oder zerstört, die Gebäude schwer beschädigt. Die opponierenden Nonnen flohen, andere blieben und heirateten. Nach der Einnahme der Stadt durch den Fürstbischof am 25. Juni 1535 wurde Bernd Krechting im Aegidiikloster festgenommen.
Zur Deckung der Belagerungskosten wurden auch die geistlichen Institutionen in Stadt und Land mit einer Sondersteuer belegt. Die Besteuerung des Aegidiiklosters war mit 350 Goldgulden unverhältnismäßig hoch – vielleicht wegen der großen Resonanz, die die Täuferpredigt im Konvent gefunden hatte.
1571 visitierte Bischof Johann von Hoya Pfarrei und Abtei und prüfte Rechtgläubigkeit und Disziplin. Der als zufriedenstellend beurteilte Befund gibt interessante Einblicke in Stand und Desiderate der Katholischen Reform. 1588 fand an der Kirche St. Aegidii folgende Begebenheit statt: Die Domherren (!) Bernhard von Oer und Johann von Westerholt ermordeten dort den Ritter des Deutschen Ordens Melchior Droste zu Senden. Auf der Grundlage eines gerichtlichen Vergleiches (unterzeichnet durch Fürstbischof Bernhard von Raesfeld 1558) stand es der Stadt Münster zu, straffällig gewordene Geistliche bis zur Übergabe an die Gerichtsbarkeit des Bischofs gefangenzusetzen, allerdings nur in „gelinde Haft“. Der Ratsherr Bernhard II. von Droste zu Hülshoff dringt in das Kapitelhaus ein und bewirkt durch sein energisches Auftreten, dass die beiden Mörder ausgeliefert werden.
1656 wurde St. Aegidii bei der Belagerung Münsters durch Fürstbischof Christoph Bernhard von Galen schwer beschädigt. Die meisten Konventualinnen flohen vorübergehend in ein anderes Kloster. Weitere Bauschäden brachte ein Blitzeinschlag 1666. Einer der Pröbste war 1689 Johann Benedikt von Droste zu Hülshoff. Der Siebenjährige Krieg hatte neue Belagerungsnot, Einquartierungen und eine tödliche Typhusepidemie zur Folge. Berichte vom Ende des 18. Jahrhunderts zeichnen ein desolates Bild vom Leben des Konvents. Die Ablehnung eines Klosterwesens ohne sozialen Nutzen seitens der Fürsten aller Konfessionen bereitete die Säkularisationen des 19. Jahrhunderts vor. Nach dem Ende des Fürstbistums untersagte der preußische Kriegs- und Domänenerat Wolfframsdorff der Abtei St. Ägidii zunächst die Neuaufnahme von Novizinnen; die Aufhebung des Klosters erfolgte unter napoleonischer Verwaltung 1811. Bis 1813 wurden die Liegenschaften und das liturgische und profane Inventar zugunsten der Staatskasse verkauft.

## Gebäude
Die Kirche war einschließlich des 10 × 10 m starken Turms rund 30 m lang und 16 m breit. Ursprünglich eine romanische Basilika, wurde sie nach starken Zerstörungen in der Endphase des Täuferreichs von 1544 bis zur Neuweihe 1577 als spätgotische Hallenkirche wiederaufgebaut. Die Kosten teilten sich die Pfarrgemeinde und das Kloster. In den folgenden Jahrhunderten traten, unter anderem durch einen Blitzschlag von 1666, fortschreitende Bauschäden auf, die Pfarrei und Abtei nur unvollkommen beheben konnten. 1821 wurde die in Staatseigentum übergegangene Kirche von der preußischen Verwaltung geschlossen; kurz darauf stürzte der Turm ein und es erfolgte der Abriss. Die Fundamente der Kirche kamen bei einer Verbreiterung der Aegidiistraße größtenteils unter dieser zu liegen. Auf dem übrigen Grundstück wurde eine Kaserne gebaut. Nach deren Zerstörung im Zweiten Weltkrieg und der Nutzung des Geländes als Parkplatz entstand in den 1970er Jahren die heutige Mehrzweckbebauung mit dem Namen Aegidiimarkt.
Südlich grenzte an die Kirche der Friedhof, der von der Pfarrgemeinde und vom Konvent gemeinsam genutzt wurde. Nur die Äbtissinnen wurden im Chor der Kirche, die Pröpste meist im Kreuzgang bestattet.
Zum Kloster gehörte ein umfangreicher Komplex von Wohn- und Wirtschaftsgebäuden, der sich im Einzelnen jedoch nicht mehr rekonstruieren lässt.

## Erhaltene Ausstattungsgegenstände
Von den Altären und Bildwerken der St.-Aegidii-Kirche, darunter der Hochaltar von Gerhard Gröninger aus dem Jahr 1633, ist fast nichts erhalten. Vieles wurde bei den verschiedenen Bilderstürmen und Belagerungen und beim Turmeinsturz 1821 zerstört. Der Taufstein von Albert Reininck (1557) steht seit 1821 in der heutigen Aegidiikirche.
Ebenso stammt die Uhrglocke im Dachreiter der neuen Aegidii-Pfarrkirche aus dem Vorgängerbau. Sie ist dem hl. Josef geweiht und wurde im Jahr 1690 gegossen. Im Westfälischen Landesmuseum befindet sich eine 88 cm hohe Muttergottes aus Holz vom Ende des 15. Jahrhunderts.